# Sojoez (ruimtecapsule)

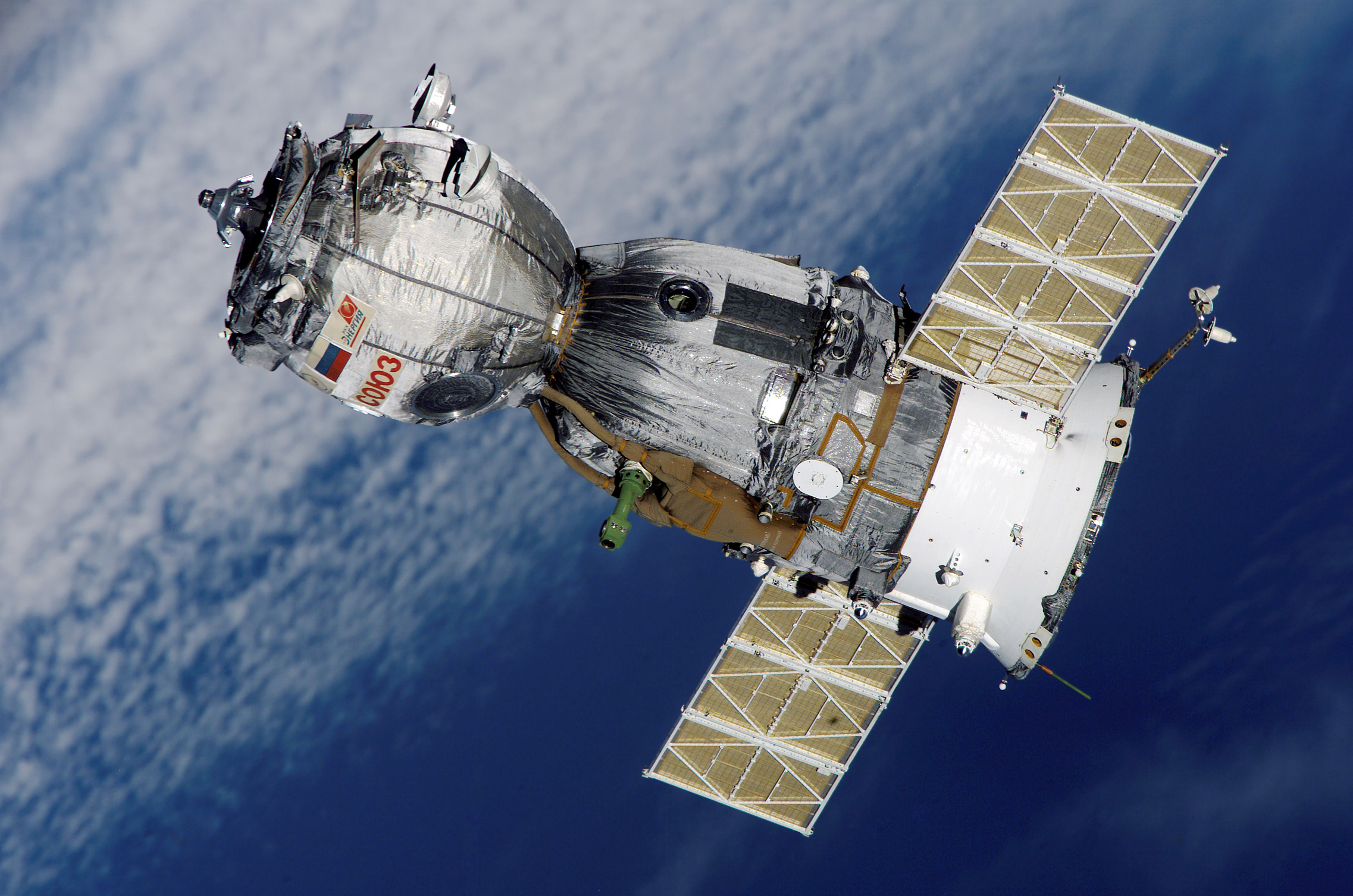
Sojoez-TMA-ruimtevaartuig

De Sojoez (Russisch: Союз; "unie") is een bemand ruimtevaartuig dat voor het eerst op 23 april 1967 door de Sovjet-Unie werd gelanceerd en in de huidige vorm plaats biedt aan drie mensen. De Sojoez is 7,8 m lang (met de koppelingseenheid) en heeft een gewicht van 6400 kg. Het ruimteschip is vooral bedoeld voor transport van mensen naar een ruimtestation in een baan om de aarde. Een aangepaste versie werd in de jaren zestig ontwikkeld om bemand om de maan te vliegen, hoewel uiteindelijk alleen onbemande maanvluchten hiermee werden uitgevoerd.

## Ontwerp

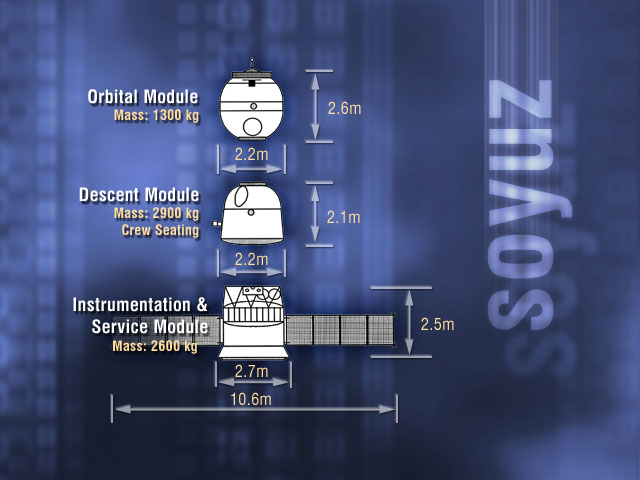
De modules van het Sojoez-ruimtevaartuig, van boven naar beneden: orbitale module, daalcabine en service module

Het basisontwerp van het Sojoez-ruimtevaartuig is van de hand van de voormalige chef-ontwerper van het Sovjet-ruimtevaartprogramma, Sergej Koroljov. Hij ontwierp een ruimtevaartuig in drie modules. Van de voorkant (bij de koppelingseenheid) naar de achterkant zijn dit:
- Een sferoïde orbitale module, een leef- en werkruimte voor de kosmonauten
- Een klokvormige terugkeermodule, (of daalcabine) uitgerust met een hitteschild
- Een cilindrische servicemodule, met systemen voor baancorrectie, standregeling en temperatuurregeling

### Daalcabine
De eerste en laatst genoemde modules keren niet terug op aarde maar verbranden bij terugkeer in de atmosfeer. Alleen de daalcabine is uitgerust met een hitteschild om de terugkeer in de atmosfeer te doorstaan. In deze module bevinden zich de kosmonauten in speciale zittingen, zowel tijdens de lancering als de landing. Verder is de module uitgerust met parachutes voor de landing, alle instrumentarium voor de besturing van het ruimtevaartuig (een cockpit), en een beperkte hoeveelheid opslagruimte. Kort voor de landing van de daalcabine aan parachutes wordt het opgebruikte hitteschild afgestoten waardoor zes raketjes vrij komen die op het laatste moment tot ontbranding komen om de klap van de landing te verzachten.

### Orbitale module
De orbitale module bevindt zich boven op de daalcabine, staat onder druk en is via een luik verbonden met de daalcabine. Het bevat het grootste gedeelte van de systemen voor levensonderhoud zoals tanks met zuurstof, filters voor luchtbehandeling evenals de water- en voedselvoorraden. De orbitale module is luchtdicht af te sluiten van de daalcabine en beschikt over een buitenluik zodat deze module dus ook als luchtsluis gebruikt kan worden.
Aan het andere uiteinde van de orbitale module bevindt zich de koppelingseenheid. Op vroegere versies van de Sojoez bevond zich geen luik achter de koppelingseenheid. Na koppeling met een ander ruimtevaartuig moesten de kosmonauten buitenom, via een ruimtewandeling, overstappen. De latere versies beschikken wel over een luik, zodat de kosmonauten na koppeling langs binnen kunnen overstappen in het gekoppelde ruimtevaartuig. 
Aan de buitenzijde van de orbitale module bevinden zich antennes en bakens ter ondersteuning van de nadering en koppeling met ruimtevaartuigen.
De orbitale module wordt voordat de remraketten van de Sojoez worden ontstoken afgestoten. Dit geldt voor de huidige versie van de Sojoez. Bij eerdere versies werd de orbitale module pas na de werking van de remraketten afgestoten.

### Servicemodule
De servicemodule bevindt zich achter de daalcabine, staat niet onder druk en kan dus niet door de kosmonauten bereikt worden. Hier bevinden zich de systemen voor standregeling en baancorrectie, de remraketten, radiatoren voor warmtewisseling en zonnepanelen of accu's voor de elektriciteitsvoorziening. Dit gedeelte blijft tot en met het gebruik van de remraketten aan de daalcabine verbonden. Daarna wordt de servicemodule via explosieve bouten losgemaakt om te verbranden in de atmosfeer.

### Landingsprocedure
Vanwege de opbouw uit drie modules, waarvan er slechts één terugkeert op aarde, heeft het Sojoez-ruimtevaartuig een afwijkende landingsprocedure ten opzichte van voorgaande ruimtevaartuigen als Vostok en Voschod.
Voorafgaand aan het binnengaan van de atmosfeer zal de daalcabine gescheiden moeten worden van de orbitale module en servicemodule. Daartoe wordt het Sojoez-ruimteschip gedraaid zodat de remraketten in de vliegrichting wijzen. Daarna worden de remraketten ontstoken op een halve omloopafstand van de geplande landingsplaats. Direct daarna worden via explosieve bouten de orbitale module en servicemodule afgeworpen. De daalcabine komt vrij uit de 'mantel' van isolatiedekens waarin de daalcabine was verpakt tijdens de lancering en vlucht in de ruimte.
De drie modules gaan vervolgens de dampkring binnen, de daalcabine is als enige uitgerust met een hitteschild om de wrijvingshitte van de atmosfeer te overleven. Na deze fase landt de daalcabine uiteindelijk aan een grote parachute, werpt het gebruikte hitteschild af en ontsteekt in de laatste meters boven de grond raketjes om de snelheid tot vrijwel nul terug te brengen.
In latere versies van Sojoez wordt de orbitale module al voorafgaand aan het ontsteken van de remraketten afgeworpen. Er is dan minder brandstof nodig voor de remfase en dat vertaalt zich in een grotere nuttige lading die in de daalcabine kan worden teruggebracht naar de aarde.

## Ontwikkeling
De huidige versie van het Sojoez-ruimteschip verschilt uiterlijk niet veel van de eerste versie, want de algehele opbouw uit drie modules is hetzelfde gebleven. Inwendig heeft het ruimtevaartuig in ruim 40 jaar tijd een enorme ontwikkeling doorgemaakt.

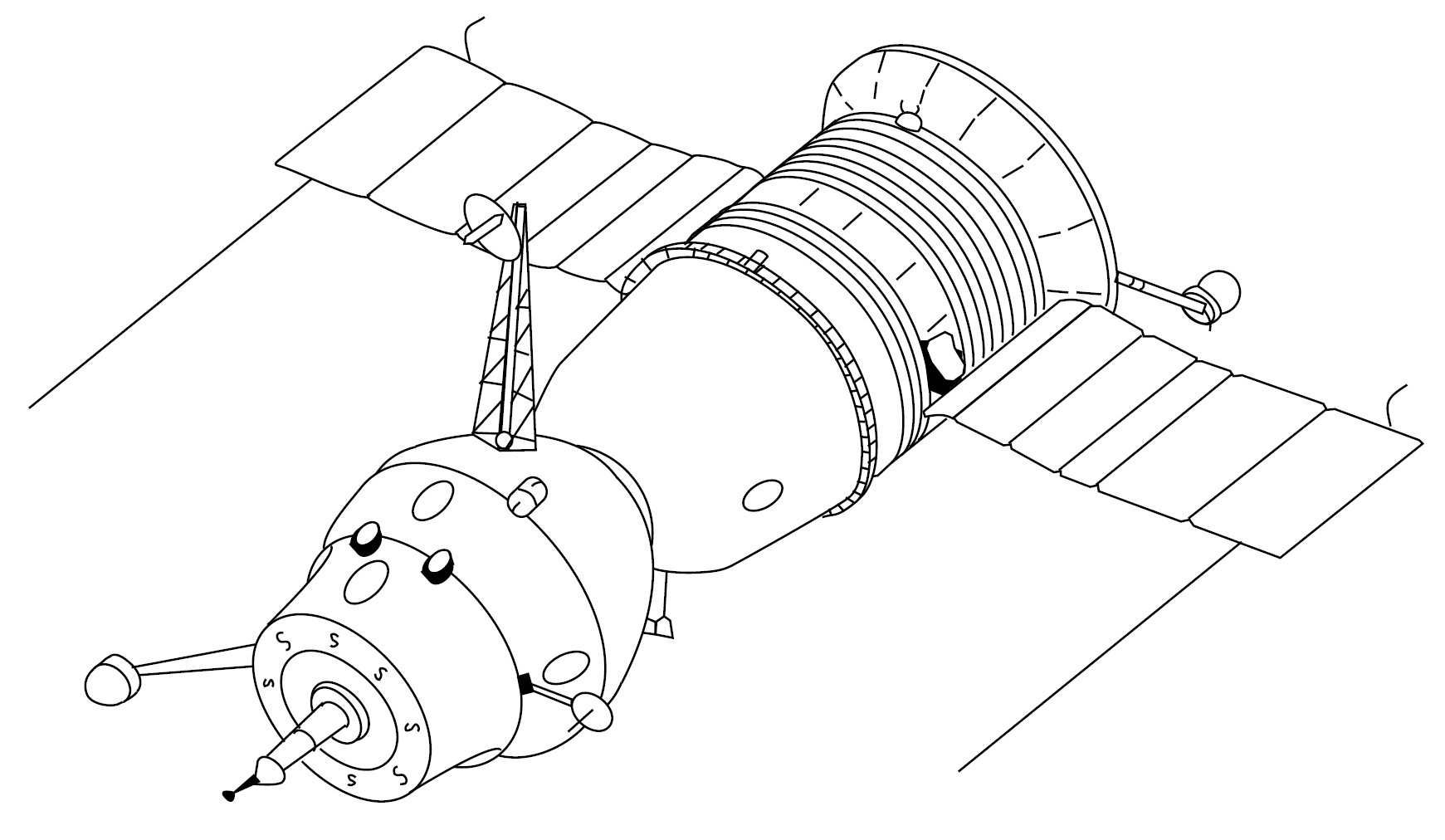
Lijntekening van het eerste Sojoez-ruimtevaartuig, type 7K-OK

Lijntekening van Sojoez type 7K-T, zonder zonnepanelen

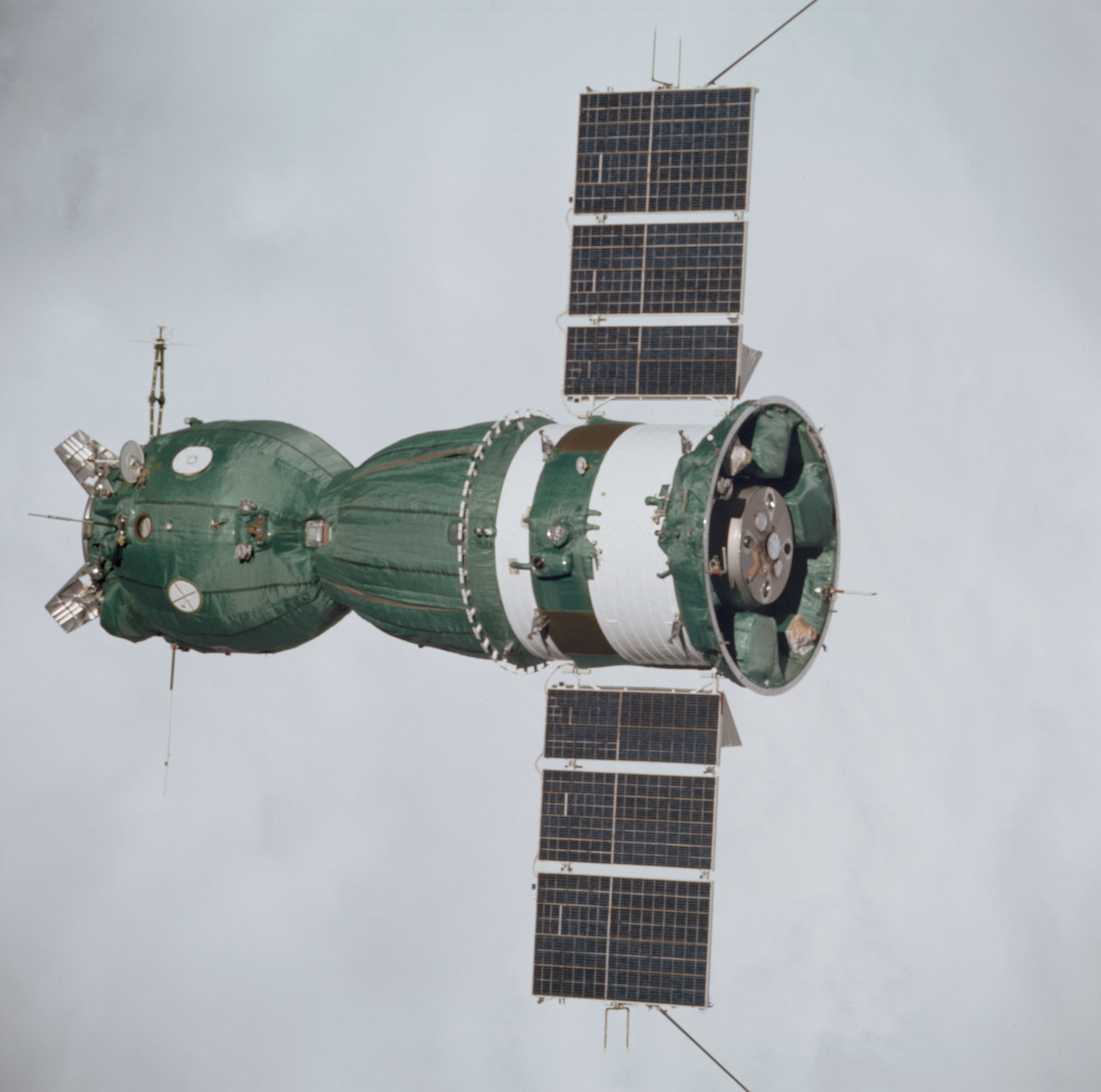
Sojoez 19 (type 7K-TM) kort voor de koppeling met een Apollo-capsule in het kader van het Apollo-Sojoez-testproject

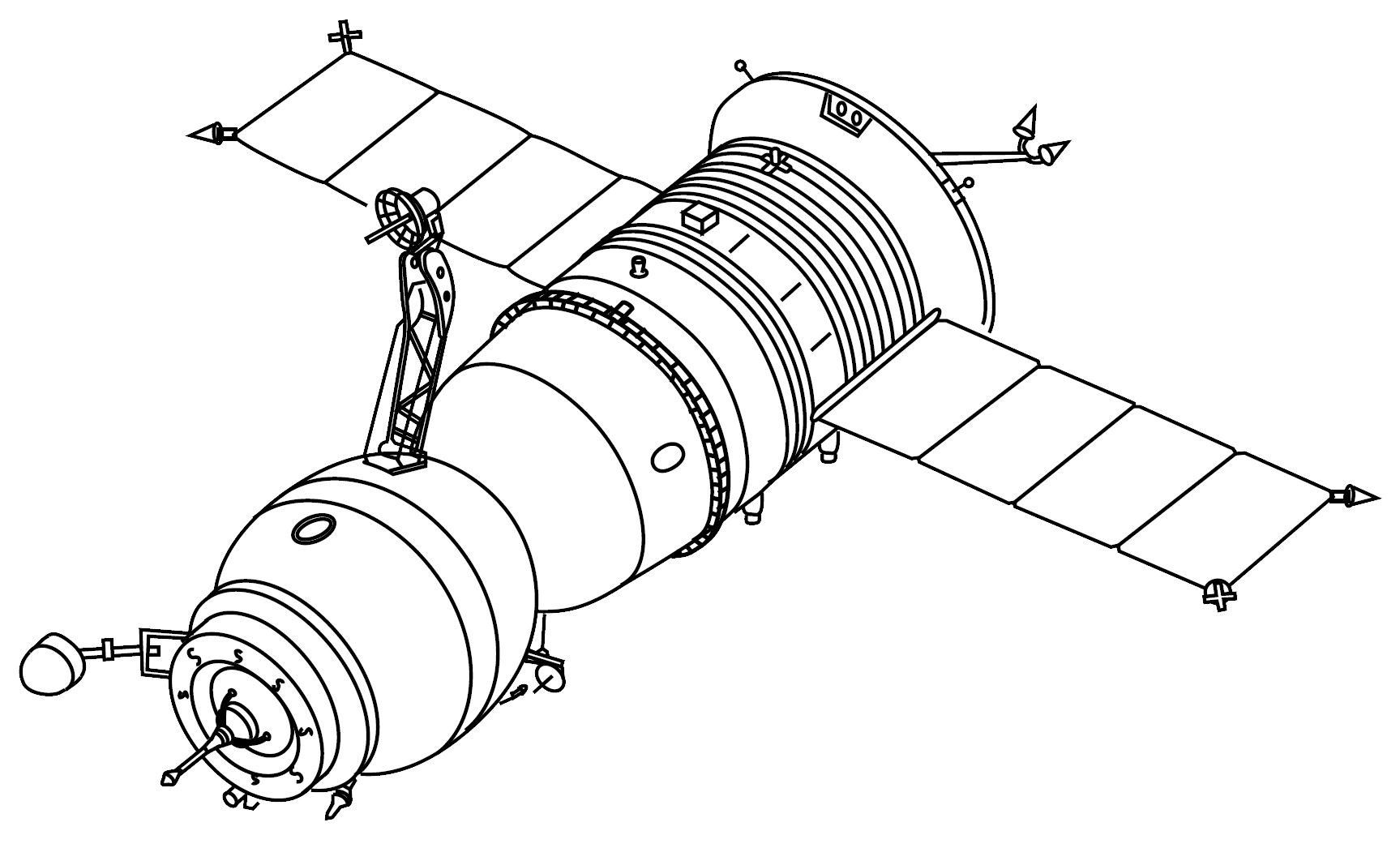
Lijntekening van de Sojoez-T

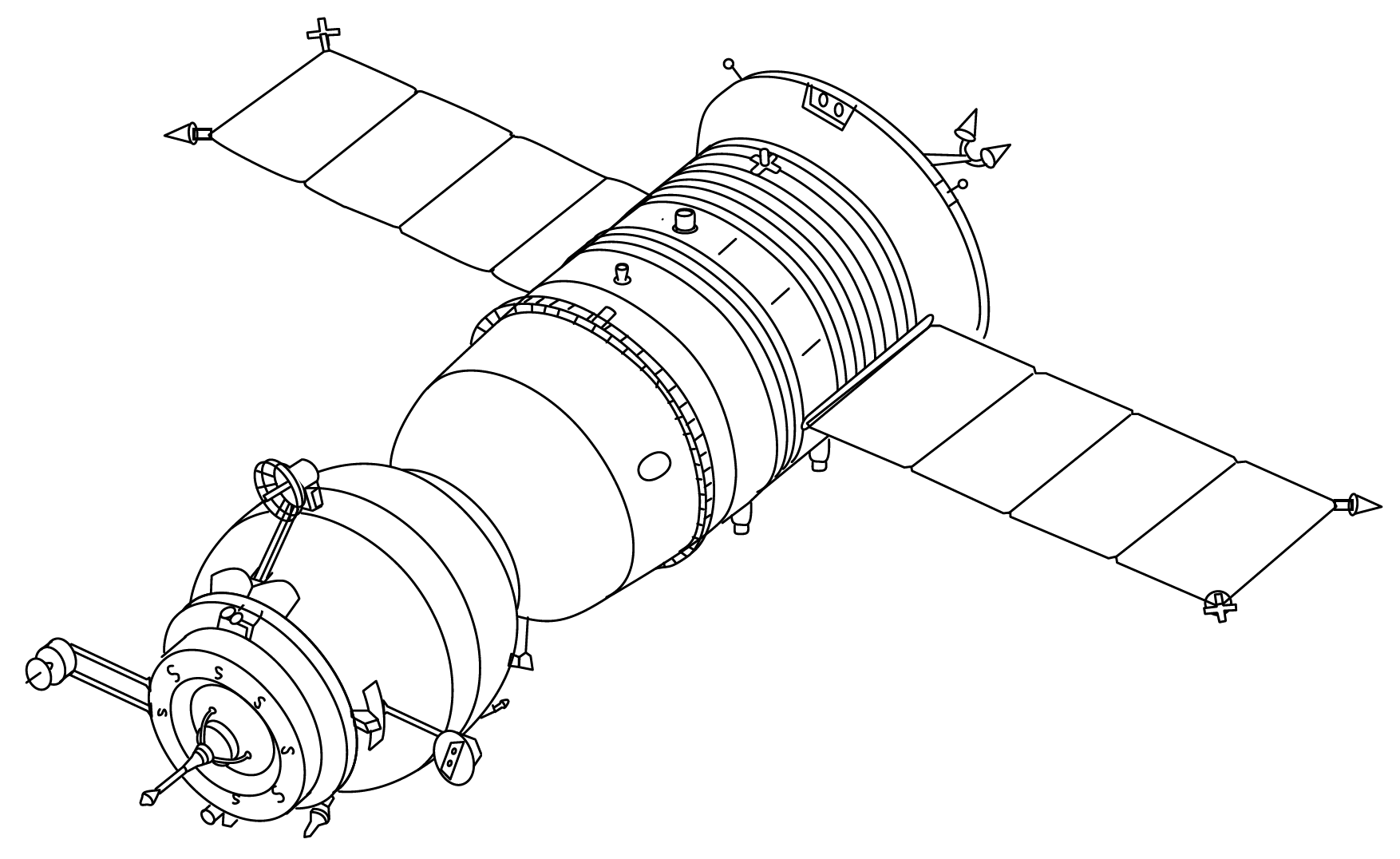
Lijntekening van de Sojoez-TM. Verschillen met de Sojoez-T betreffen vooral de gewijzigde antennes voor het "Koers"-systeem op de orbitale module.

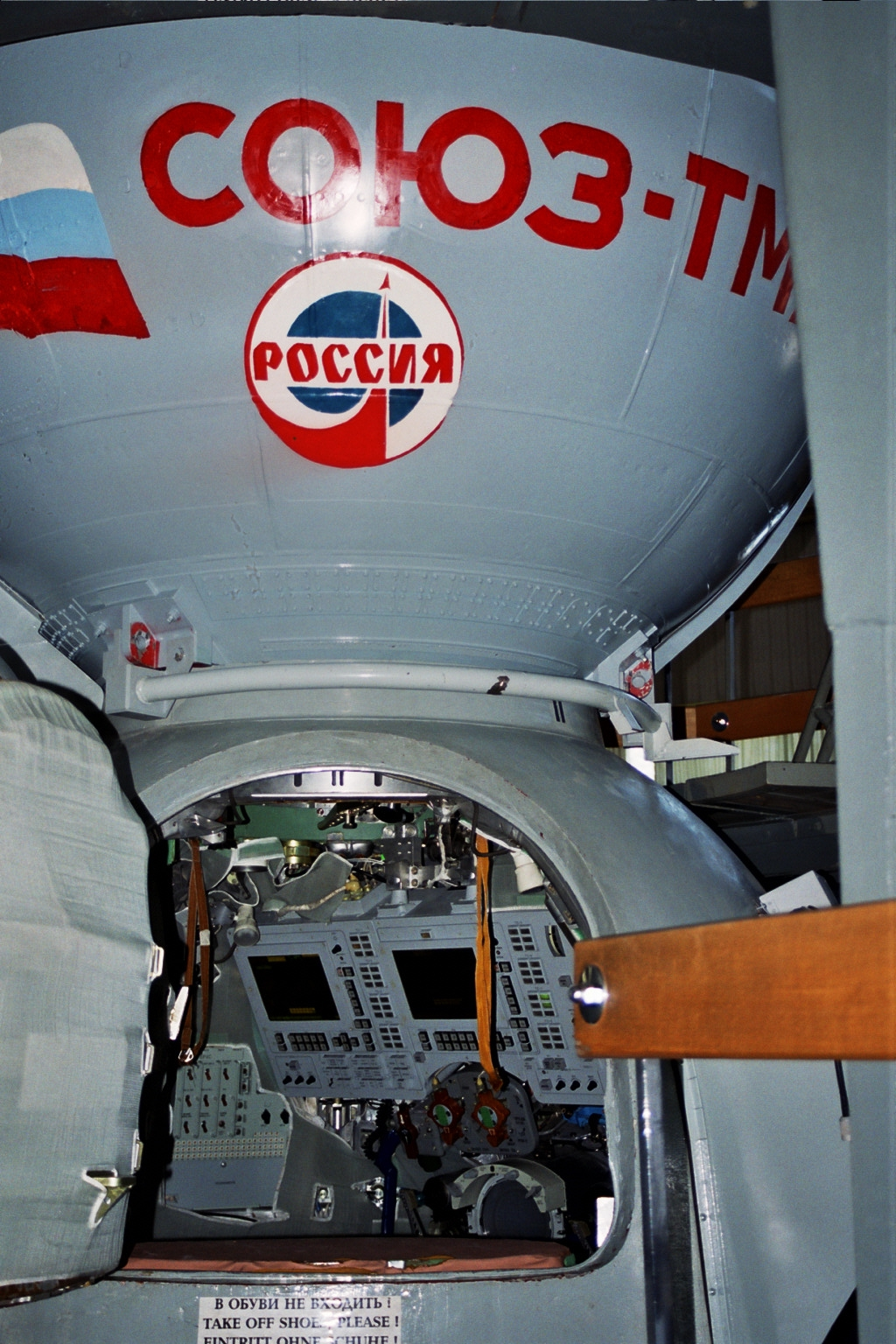
Sojoez-TMA-trainer in Sterrenstad

### Type 7K-OK (en 7KT-OK)
De eerste bemande versie van het Sojoez-ruimtevaartuig droeg de typeaanduiding 7K-OK. De eerste vlucht van dit type, in 1967, liep uit op een ramp, doordat de parachute niet openging en het toestel te pletter sloeg. De kosmonaut Vladimir Komarov kwam hierbij om het leven. Het enige wat enigszins intact werd teruggevonden was de metalen ring rond een toegangsluik.
Ruim een jaar na deze ramp werd de volgende, succesvolle, vlucht uitgevoerd met een grondig gewijzigde versie van het 7K-OK-type. Het noodlot sloeg echter opnieuw toe bij de Sojoez 11. Na een succesvolle vlucht naar het ruimtestation Saljoet 1 ging het bij de landing mis. De luchtdruk viel weg als gevolg van een defect ventiel en de drie kosmonauten (Vladislav Volkov, Georgi Dobrovolski en Viktor Patsajev) stikten doordat ze geen drukpakken droegen. In de Sojoez-capsule was geen ruimte voor de benodigde apparatuur om drukpakken te ondersteunen. 
Sojoez 11 en zijn voorganger Sojoez 10 beschikten over een andere koppelingseenheid en een interne tunnel om over te stappen in het Saljoet 1-ruimtestation. Deze gewijzigde versie stond bekend onder de type-aanduiding 7KT-OK.

### Type 7K-T
Na de ramp met Sojoez 11 werden de ruimtevluchten hervat met een wederom aangepaste Sojoez, type 7K-T, met een bemanning van twee personen. Een zitplaats was opgeofferd om het dragen van drukpakken tijdens de vlucht mogelijk te maken. De slecht functionerende zonnepanelen werden vervangen door accu's. De vluchten hadden vooral als doel ruimtestations van het type Saljoet te bemannen. De Russen waren hierin zeer succesvol.

### Type 7K-TM
Een van de meest historische Sojoezvluchten is de Sojoez-19. Deze speciaal aangepaste Sojoez (type 7K-TM) koppelde in de ruimte met een Amerikaans Apollo-ruimtevaartuig in het kader van het Apollo-Sojoez-testproject. De wijzigingen betekenden een terugkeer van zonnepanelen op het ruimteschip en het gebruik van een geheel andere koppelingseenheid, die speciaal voor dit doel ontworpen was in samenwerking met de Verenigde Staten.
Dit type ruimteschip werd vanaf vlucht Sojoez 16 in 1974 gelanceerd met een draagraket van het type Sojoez U. De Sojoez U zou voor bemande Sojoezvluchten in gebruik blijven tot deze bij de invoering van de Sojoez TMA in 2002 werd vervangen door de Sojoez FG.

### Sojoez-T
In 1979 werd een volgende generatie Sojoez in gebruik genomen, de Sojoez-T. Door miniaturisatie van apparatuur werd voldoende ruimte vrijgemaakt om weer drie kosmonauten, in drukpak, in deze versie mee te kunnen nemen. Bovendien was het Igla-systeem voor nadering en koppeling verbeterd, evenals de stuurraketjes aan de achterzijde van het ruimteschip.

### Sojoez-TM
In 1986 volgde de Sojoez-TM-versie met een nieuw systeem voor nadering en koppeling (Koers), nieuwe communicatieapparatuur, een nieuw parachutesysteem en gewijzigde remraketten om de capsule in de laatste meters boven de grond extra af te remmen om de klap van de landing te verzachten.

### SojoezTMA (en TMA-M)
Op 30 oktober 2002 werd een nieuwe versie van de Sojoez gelanceerd: de Sojoez TMA. Deze versie is speciaal aangepast om beter dienst te kunnen doen als reddingssloep van het Internationaal Ruimtestation ISS. Als gevolg van deze aanpassingen speelt de grootte van de kosmonaut geen rol meer. Bovendien zijn de parachutes verder verbeterd en beschikt deze versie van Sojoez voor het eerst over een volledig digitale cockpit. In juni 2011 werd een nieuwe variant, de TMA-M, in gebruik genomen.

### Sojoez-MS
In juli 2016 werd de nieuwste (en tevens laatste) variant van de Sojoez in gebruik genomen, de Sojoez-MS. De eerste vlucht was Sojoez MS-01.
Voor de lancering van deze Sojoez-ruimtevaartuigen werd van 2002 tot en met 2019 gebruikgemaakt van Sojoez FG-raketten. Sinds Sojoez MS-16 (april 2020) is dit de Sojoez 2-1A. Daarom werd Sojoez MS-14 onbemand met dat type draagraket gelanceerd om deze te kwalificeren voor bemande vluchten. Er werden ook verbeterde ontsnappingsraketten in gebruik genomen.
Met de Sojoez-MS is de aanvliegtijd naar het ISS flink afgenomen. Een Sojoez-vlucht naar het ISS nam eind 2020 nog maar twee omwentelingen om de Aarde (ongeveer drie uur) in beslag. Roskosmos’ directeur Dmitri Rogozin heeft in januari 2021 aangegeven dat hij verwacht dat naar minder dan een omwenteling te kunnen reduceren. Nieuwe aanvliegtrajecten van de Sojoez-MS worden normaliter eerst met een onbemande Progress-MS getest.

#### Opvallende incidenten met een Sojoez MS
Met de Sojoez-capsule zijn drie incidenten geweest die volledig los van elkaar staan.
De daalcapsule van Sojoez MS-02 raakte tijdens de landing beschadigd toen een staalkabel van het parachutesysteem hard tegen een lasnaad klapte waardoor er een scheurtje ontstond. Hoewel er lucht door dit scheurtje ontsnapte leverde het verder geen gevaar op.
In augustus 2018 werd een klein gaatje in de orbitale module van Sojoez MS-09 gevonden waardoor een minieme hoeveelheid lucht uit het ISS kon ontsnappen. Dit gat werd eerst provisorisch gedicht met plakband en later definitief gevuld met kunsthars. Tijdens een ruimtewandeling werd de buitenkant van de module geïnspecteerd om te kijken of het gaatje door een micrometeoriet was veroorzaakt. Dit bleek niet het geval. Men gaat ervan uit dat het gaatje er tijdens de productie in is geboord en daarna is vergeten.
In oktober 2018 is de lancering van de Sojoez MS-10-missie afgebroken na 2 minuten en 3 seconden. Dit kwam door een probleem in de draagraket. Tijdens het afwerpen van de vier eerstetrap-boosters werkte een sensor niet door een verbogen sensorpin die bleef vastzitten. Als gevolg daarvan nam de booster geen gas terug en opende het ventiel van de zuurstofstuwer waarmee de top van de booster afstand neemt van de raket niet. Hierdoor boorde deze zich in de tweede (centrale) trap en explodeerde deze. Ondanks dat de ontsnappingstoren al was afgevuurd, kon de bemanning veilig van de raket wegkomen door een tweede set ontsnappingsmotoren, die zich bevinden in de neuskegel. De Sojoez heeft drie sets ontsnappingsmotoren voor verschillende fases van de lancering. Ook na het afwerpen van de neuskegel kan nog met motoren onderaan de servicemodule een ontsnappingsmanoeuvre worden uitgevoerd.
Op 15 december 2022 ontstond er een lekkage in het koelsysteem van de servicemodule van Sojoez MS-22 waarbij alle iso-octaan weglekte. De oorzaak is nog niet vastgesteld maar er wordt rekening gehouden met een impact met een stukje ruimtepuin of een micrometeoriet.
De incidenten met MS-9 en MS-10 pasten in een reeks Russische ruimtevaartongelukken die sinds 2010 door gebrekkige kwaliteitscontrole bij de productie zijn ontstaan.

## Technische gegevens
| Versie                       | Sojoez 7K-OK (1967-1971) | Sojoez 7K-T (1973-1981) | Sojoez 7K-TM (1975) | Sojoez-T (1976-1986) | Sojoez-TM (1986-2002) | Sojoez-TMA (2002-2016) |        |        |
| Totaal                       | Totaal                   | Totaal                  | Totaal              | Totaal               | Totaal                | Totaal                 | Totaal | Totaal |
| ---------------------------- | ------------------------ | ----------------------- | ------------------- | -------------------- | --------------------- | ---------------------- | ------ | ------ |
| Massa (kg)                   | 6 560                    | 6 800                   | 6 680               | 6 850                | 7 250                 | 7 220                  |        |        |
| Lengte (m)                   | 7,95                     | 7,48                    | 7,48                | 7,48                 | 7,48                  | 7,48                   |        |        |
| Max diameter (m)             | 2,72                     | 2,72                    | 2,72                | 2,72                 | 2,72                  | 2,72                   |        |        |
| Spanwijdte (m)               | 9,80                     | 9,80/–                  | 8,37                | 10,6                 | 10,6                  | 10,7                   |        |        |
| Orbitale module              |                          |                         |                     |                      |                       |                        |        |        |
| Massa (kg)                   | 1 100                    | 1 350                   | 1 224               | 1 100                | 1 450                 | 1 370                  |        |        |
| Lengte (m)                   | 3,45                     | 2,98                    | 3,10                | 2,98                 | 2,98                  | 2,98                   |        |        |
| Diameter (m)                 | 2,25                     | 2,26                    | 2,26                | 2,26                 | 2,26                  | 2,26                   |        |        |
| Volume (m³)                  | 5,00                     | 5,00                    | 5,00                | 5,00                 | 5,00                  | 5,00                   |        |        |
| Terugkeermodule (daalcabine) |                          |                         |                     |                      |                       |                        |        |        |
| Massa (kg)                   | 2 810                    | 2 850                   | 2 802               | 3 000                | 2 850                 | 2 950                  |        |        |
| Lengte (m)                   | 2,24                     | 2,24                    | 2,24                | 2,24                 | 2,24                  | 2,24                   |        |        |
| Diameter (m)                 | 2,17                     | 2,17                    | 2,17                | 2,17                 | 2,17                  | 2,17                   |        |        |
| Volume (m³)                  | 4,00                     | 3,50                    | 4,00                | 4,00                 | 3,50                  | 3,50                   |        |        |
| Servicemodule                |                          |                         |                     |                      |                       |                        |        |        |
| Massa (kg)                   | 2 650                    | 2 700                   | 2 654               | 2 750                | 2 950                 | 2 900                  |        |        |
| Gebruiksmassa (kg)           | 500                      | 500                     | 500                 | 700                  | 880                   | 880                    |        |        |
| Lengte (m)                   | 2,26                     | 2,26                    | 2,26                | 2,26                 | 2,26                  | 2,26                   |        |        |
| Diameter (m)                 | 2,72                     | 2,72                    | 2,72                | 2,72                 | 2,72                  | 2,72                   |        |        |

## Toeristische vluchten
Tussen 2001 en 2009 werd zeven maal een ruimtetoerist aan boord van een Sojoez meegenomen naar het ISS. De ruimtereizen werden verkocht door Space Adventures.
In juni 2008 werd gemeld dat de Sojoez in 2011 voor het eerst een reis naar ruimtestation ISS zou maken, speciaal bedoeld voor toeristen. Rusland zou zelfs een speciale Sojoez voor dit doel bouwen. Volgens een woordvoerder van Roscosmos, de Russische ruimtevaartorganisatie, moest deze capsule verschillen van de Sojoezen die nu crews van en naar het ISS vliegen. De capsule zou plaats bieden aan twee passagiers. Medeoprichter van Google, Sergey Brin, had een aanbetaling gedaan voor de vlucht. Dit plan werd later geschrapt.
Eind 2019 werd het ISS heropend voor ruimtetoeristen mits zij zelf hun vlucht erheen organiseren. Sojoez MS-20 bracht eind 2021 twee betalende ruimtetoeristen naar het ISS.
Sinds het beëindigen van het spaceshuttleprogramma in 2011 was Roscosmos met de Sojoez de enige die mensen naar het ISS kon vervoeren. Hoewel de Volksrepubliek China die capaciteit technisch gezien ook had, wilde de Verenigde Staten geen samenwerking met China in de ruimte aangaan. Roscosmos kon door het monopolie de prijzen van de Sojoez-stoelen voor buitenlanders flink opdrijven. Wanneer de Commercial Crew-partners van NASA hun ruimteschepen operationeel hebben, waarschijnlijk in de loop van 2020, is dit monopolie voorbij. NASA en Roscosmos hebben op iedere vlucht naar het ISS kosteloos een stoel voor elkaar gereserveerd. Er blijven dus Amerikanen met de Sojoez vliegen en er zullen Russen aan boord van Commercial Crew-ruimteschepen vliegen. De Sojoez MS kan sinds deze met de Sojoez-2.1A-raket wordt gelanceerd al zo’n drie uur na de lancering aankomen bij het ISS mits de baan van het ISS daarvoor is uitgelijnd. Daarom wordt de baan van het ISS in de week voor een lancering soms aangepast.

## Opvolger
Roscosmos heeft meermaals aan ontwerpen gewerkt die de Sojoez zouden moeten vervangen. Zo was er onder meer de Europees-Russische CSTS. Het huidige vervangingsproject heet Federátsia waaruit begin de jaren 2025 de ruimtecapsule genaamd Orjol (arend) moet voortkomen. Deze zou maximaal vier kosmonauten moeten kunnen vervoeren en een Angara 5 of een Irtysj (het eerdere Sojoez 5-raketontwerp) als draagraket gebruiken.

## Trivia
- Op 21 maart 2024 werd voor het eerst in de hele geschiedenis van de Sojoez-capsule de aftelsequentie van een lancering afgebroken. De lancering van Sojoez MS-25 moest met nog twintig seconden op de klok voor die dag worden geannuleerd en werd twee dagen later alsnog gelanceerd.

1 ·
2 ·
3 ·
4 ·
5 ·
6 ·
7 ·
8 ·
9 ·
10 ·
11 ·
12 ·
13 ·
14 ·
15 ·
16 ·
17 ·
18A ·
18 ·
19 ·
20 ·
21 ·
22 ·
23 ·
24 ·
25 ·
26 ·
27 ·
28 ·
29 ·
30 ·
31 ·
32 ·
33 ·
34 · 
35 ·
36 ·
37 ·
38 ·
39 ·
40

T-1 ·  
T-2 ·
T-3 ·
T-4 ·
T-5 · 
T-6 ·
T-7 · 
T-8 ·
T-9 · 
T-10-1 ·
T-10 · 
T-11 ·
T-12 · 
T-13 ·
T-14 · 
T-15
TM-1 ·
TM-2 ·
TM-3 ·
TM-4 ·
TM-5 ·
TM-6 ·
TM-7 ·
TM-8 ·
TM-9 ·
TM-10 ·
TM-11 ·
TM-12 ·
TM-13 ·
TM-14 ·
TM-15 ·
TM-16 ·
TM-17 ·
TM-18 ·
TM-19 ·
TM-20 ·
TM-21 ·
TM-22 ·
TM-23 ·
TM-24 ·
TM-25 ·
TM-26 ·
TM-27 ·
TM-28 ·
TM-29 ·
TM-30 ·
TM-31 ·
TM-32 ·
TM-33 ·
TM-34
TMA-1 · TMA-2 · TMA-3 · TMA-4 · TMA-5 · TMA-6 · TMA-7 · TMA-8 · TMA-9 · TMA-10 · TMA-11 · TMA-12 · TMA-13 · TMA-14 · TMA-15 · TMA-16 · TMA-17 · TMA-18 · TMA-19 · TMA-01M · TMA-20 · TMA-21 · TMA-02M · TMA-22 · TMA-03M · TMA-04M · TMA-05M · TMA-06M · TMA-07M · TMA-08M  · TMA-09M · TMA-10M · TMA-11M · TMA-12M · TMA-13M · TMA-14M · TMA-15M · TMA-16M · TMA-17M · TMA-18M · TMA-19M · TMA-20M